# Lực lượng Phòng vệ Trên không Nhật Bản
Lực lượng Phòng vệ Trên không Nhật Bản (航空自衛隊 Kōkū Jieitai (Hàng không Tự vệ đội) hay JASDF – viết tắt của Japan Air Self-Defense Force), là bộ phận không quân của Lực lượng Phòng vệ Nhật Bản chịu trách nhiệm về việc bảo vệ không phận Nhật Bản và hoạt động hàng không vũ trụ khác. Lực lượng này thực hiện tuần tra chiến đấu không phận xung quanh Nhật Bản, trong khi vẫn duy trì một mạng lưới rộng lớn các hệ thống radar mặt đất và cảnh báo phòng không sớm.
Lực lượng này có khoảng 45.000 người vào năm 2005, và năm 2013 có 769 máy bay, trong đó có khoảng 350 máy bay chiến đấu. Trước khi thành lập Lực lượng Phòng vệ Nhật Bản sau Thế chiến II, Nhật Bản đã không có một lực lượng không quân riêng. Các hoạt động hàng không đã được thực hiện bởi Đội hàng không Không lực Lục quân Đế quốc Nhật Bản và Không lực Hải quân Đế quốc Nhật Bản. Sau Thế chiến II, Quân đội Đế quốc Nhật Bản đã được giải thể và thay thế bằng Lực lượng Phòng vệ Nhật Bản với việc thông qua Luật Lực lượng Phòng vệ năm 1954, và JASDF là bộ phận không quân của lực lượng này.